# Yes (Unix)
yes é um comando do sistema operacional Unix.

## Uso e função
No Linux, o comando yes imprime na tela infinitamente a palavra yes; ele pode ser usado para executar comandos que exigem um número muito grande de confirmações como, por exemplo, para sobrescrever vários arquivos.

### Exemplo
Por exemplo, se /pasta2 contivesse vários arquivos de /pasta1 e se quisesse copiar /pasta1 para /pasta2, sobrescrevendo todos os arquivos se faria:

yes|cp -r /pasta1 /pasta2